# Supercalifragilisticexpialidocious
Supercalifragilisticexpialidocious (wym. /ˌsu.pə(ɹ)ˌkæ.lɪˌfɹæ.dʒəl.ɪs.tɪkˌɛk.spi.æ.lɪˈdəʊ.ʃəs/) – piosenka z 1964 roku, która miała swoją premierę w disneyowskim filmie muzycznym Mary Poppins. Utwór napisany został przez braci Sherman, a śpiewali go Julie Andrews i Dick Van Dyke.
W polskiej wersji tytuł piosenki brzmi Superkalifradalistodekspialitycznie, choć nie jest dokładnym odwzorowaniem.

## Powstanie i znaczenie utworu
Akcja filmu toczyła się w 1910, poszukiwano więc piosenek pasujących do tego okresu. Supercalifragilisticexpialidocious brzmi jak popularne piosenki ludowe „Boiled Beef and Carrots” i „Any Old Iron”. Oxford English Dictionary szacuje, że wyraz wszedł do użytku w 1940.
Słowo używane jest przez anglojęzyczne dzieci jako wyrażenie niedorzeczne, by dać wyraz zgody, lub by po prostu przedstawić najdłuższy wyraz w języku angielskim, który oznacza coś fantastycznego.

## Nawiązania do utworu
W 2008 roku ponownie wykorzystane przez zespół Scars on Broadway w utworze „Stoner Hate”, a także przez zespół Linkin Park na płycie Mmm...cookies Sweet Hamster Like Jewels From America! w utworze „26 Lettaz in da Alphabet”.
W 2000 roku amerykański raper Ghostface Killah w swoim utworze „Buck 50” z płyty Supreme Clientele dwukrotnie użył wyrazu supercalifragilisticexpialidocious – pierwszy raz normalnie, drugi raz sylabizując wyraz od końca.